# 岡崎恒子
岡崎 恒子（おかざき つねこ、1933年〈昭和8年〉6月7日 - ）は、日本の生物学者（分子生物学）。理学博士（名古屋大学・1963年）。名古屋大学名誉教授。名古屋大学理学部教授などを歴任。紫綬褒章受章者、瑞宝中綬章受章者、文化功労者、文化勲章受章者。

## 概要
愛知県出身の分子生物学者である。夫である岡崎令治と共同で遺伝子複製の仕組みを予測させたDNA断片「岡崎フラグメント」の研究で知られる。

## 来歴

### 生い立ち
愛知県名古屋市で外科医の原多喜万の二女として生まれる。愛知県立旭丘高等学校を経て、1952年に名古屋大学理学部生物学科入学。卒業研究のために通った名古屋大学臨海研究所で岡崎令治と知り合い、1956年に大学院進学と同時に結婚、共同研究者となる。博士課程在籍中にフルブライト奨学金を得て夫婦でセントルイス・ワシントン大学およびスタンフォード大学に留学する。

### 生物学者として
1963年、帰国、同年に第一子を出産。1965年に名古屋大学助手となる。1966年、令治と岡崎フラグメントを発見する。1973年第二子出産後、夫が白血病となり、1975年春に夫婦でカナダの国際会議に出席後入院、同年夏に亡くなった。1976年、名古屋大学助教授、1983年、同大初の女性教授となる。1997年、退官し、同大名誉教授・特別教授。藤田医科大学特別栄誉教授（元・総合医科学研究所客員教授）。
1986年、DNA不連続複製の分子機構の解明を称えて、中日文化賞、2000年ロレアル・ヘレナ・ルビンスタイン賞（現・ロレアル-ユネスコ女性科学賞）を受賞、紫綬褒章を受章した。2008年11月、瑞宝中綬章を受章した。2015年、文化功労者顕彰。2021年、文化勲章受章。

## 家族・親族
- 父・原多喜万 - 外科医。名古屋市内で病院を経営。愛知医科大学卒。
- 弟・原真 - 医師、登山家
- 夫・岡崎令治

## 賞歴
- 1986年 中日文化賞
- 2000年 ロレアル・ヘレナ・ルビンスタイン賞（現・ロレアル-ユネスコ女性科学賞）

## 栄典
- 2000年 紫綬褒章
- 2008年11月 瑞宝中綬章
- 2015年 文化功労者
- 2021年 文化勲章